# Марија Палеологина (ћерка Андроника II)
Марија Палеологина (грчки: Μαρία Παλαιολογίνα; умрла после 1299. године) је била ванбрачна ћерка византијског цара Андроника II Палеолога и супруга монголског кана Токтаја.

## Биографија
Цар Андроник II је наставио да спроводи политику свога оца у погледу зближавања са владарима Златне хорде. У ту сврху је уговорио брак између своје ванбрачне ћерке Марије и монголског кана Токтаја. Марија је послата на монголски двор вероватно 1297. године. Монголску државу у то време потресају немири. Вођен је грађански рат између кана Токтаја, легитимног владара, и његовог дотадашњег заштитника Ногаја. Ногај је дуго био владар из сенке, Златне хорде. Кан Токтај је због тога одлучио да Марију врати у Цариград. Желео се посветити борби против Ногаја. Након победе над Ногајем и његове смрти, Марија је 1299. године, поново на монголском двору. Могуће је да се натпис на манастиру Хори у Цариграду и фреска са ликом монахиње односи на Марију, а не на Ирину, другу ванбрачну ћерку византијског цара Михаила VIII и супругу кана Ногаја.
Позната је једна од њихових ћерки, Марија Бориџина, жена Наримунта, великог кнеза Новгорода. Верује се да је њен муж крштен као хришћанин, а брак је био покушај да се учврсти савез између Византијског царства и каната Златне Хорде у региону Кавказа. По доласку у канат, Марија је са собом донела многе црквене посуде, иконе и текстил.